# Johann Heinrich Kureck

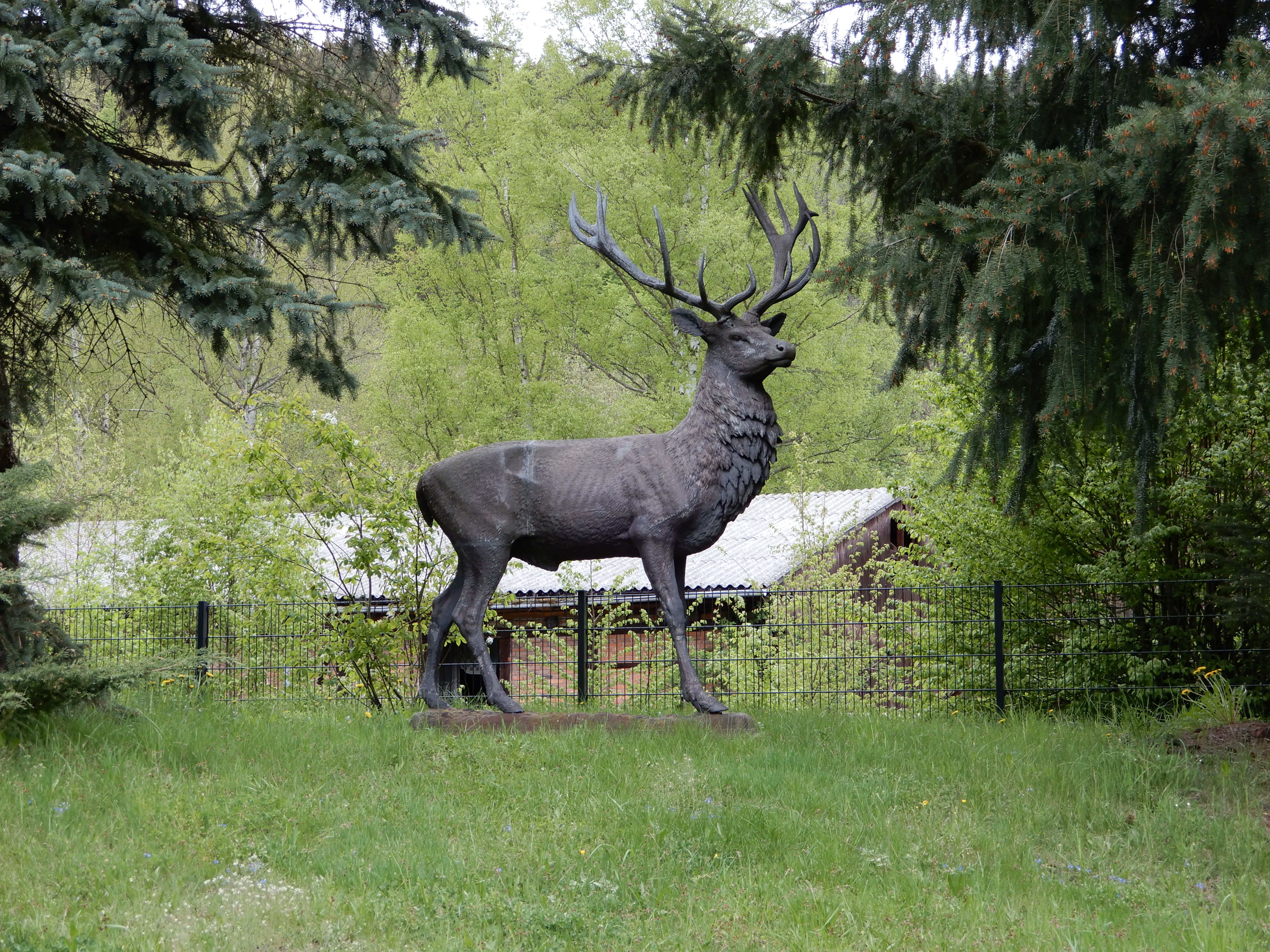
Kurecks Akademie-Hirsch

Johann Heinrich Kureck (* 18. März 1821 in Sayn; † 26. Dezember 1889 in Kronberg) war ein deutscher Modelleur und Kunstguss-Experte.

## Leben
Johann Heinrich Kureck war ein Sohn des Modelleurs Johann Anton Kureck, der als Modelleur für die Preußische Eisenhütte Sayn arbeitete, und der Henriette Wilhelmine Kureck, geb. Zumpft. Bei seinem Vater und seinem Verwandten Heinrich Zumpft erlernte er das Handwerk des Modelleurs. Ab 1843 arbeitete er an der Herzoglichen Eisenhütte Mägdesprung. Sein Interesse galt vor allem den Tierfiguren; er betrieb intensive Naturstudien. Neben dem Eisenguss interessierte ihn auch der Zink- und Bronzeguss sowie die Bearbeitung der Oberflächen dieser Metalle. 
Kureck durfte ab 1868 die Bezeichnung „Akademischer Künstler“ führen, nachdem er seinen sogenannten Akademie-Hirsch auf der Akademie-Ausstellung in Berlin gezeigt hatte. Er wurde zum Hofkunstmodelleur ernannt und mit mehreren Orden ausgezeichnet. Die Herzoginwitwe Friderike und der Herzog Leopold IV. Friedrich von Dessau-Anhalt gehörten zu seinen Förderern.
Mit seiner Frau Auguste († 1875) hatte er sieben Kinder. Nachdem er schon einige Jahre Augenprobleme gehabt hatte, wurde 1884 seiner Bitte um Pensionierung stattgegeben. Er übersiedelte mit einer seiner Töchter nach Kronberg im Taunus, wo er wenige Jahre später starb.

## Werke
Als Großplastiken sind einige seiner Hirschfiguren ausgeführt worden. Der 1860 geschaffene Akademie-Hirsch steht am Hüttenplatz in Mägdesprung und, in etwas anderer Ausführung, als Stehender Hirsch in Alexisbad. Der Besiegte Hirsch von 1862, eigentlich als Kaminstück entworfen, ist in überlebensgroßer Ausführung sowohl auf dem Hüttenplatz in Mägdesprung als auch in Mölkau bei Leipzig zu finden. Der Entwurf zum Siegenden Hirsch, ebenfalls 1862 und ebenfalls als Kaminstück vorgesehen, wurde 1895 von Wilhelm Elster sen. und jun. als Großplastik umgesetzt: Otto von Bismarck erhielt diese Figur als Geschenk zu seinem 80. Geburtstag vom Land Anhalt. Sie steht in Friedrichsruh bei Hamburg.